# Celle Challenger 1994
Il Celle Challenger 1994 è stato un torneo di tennis facente parte della categoria ATP Challenger Series nell'ambito dell'ATP Challenger Series 1994. Il torneo si è giocato a Celle in Germania dal 14 al 20 febbraio 1994 su campi in sintetico indoor.

## Vincitori

### Singolare
Albert Chang ha battuto in finale  Alexander Mronz con il punteggio di 7–6, 6–1

### Doppio
Bill Behrens /  Kirk Haygarth hanno battuto in finale  Alexander Mronz /  Arne Thoms con il punteggio di 6–4, 4–6, 6–3